# Culcita coniifolia
Culcita coniifolia är en ormbunkeart som först beskrevs av William Jackson Hooker, och fick sitt nu gällande namn av William Ralph Maxon. Culcita coniifolia ingår i släktet Culcita och familjen Culcitaceae. Inga underarter finns listade.